# Meja
Anna Pernilla Beckman (Nynäshamn, 12 de febrero de 1969), más conocida por su nombre artístico Meja, es una cantante sueca. Sus canciones más conocidas son "All 'bout the Money" y "Private emotion" (dueto con Ricky Martin). Ganó popularidad en Oriente después de que su sencillo "How Crazy are You?" fuera utilizado como tema principal de los videojuegos de Xbox Dead or Alive Xtreme Beach Volleyball y Dead or Alive Xtreme 2.

## Discografía

### Álbumes
- Meja (1996)
- Live in Japan (1997)
- Seven sisters (1998)
- The flower girl jam
- My best
- Realitales (2001)
- Mellow (2004)
- The nu essential (2005)
- Urban gypsy (2009)

### Singles
- "How crazy are You?"
- "Rainbow"
- "All 'bout the Money"
- "Intimacy"
- "Pop and television"
- "Lay me down"
- "Hippies in the 60's"
- "Spirits"
- "Private emotion" (dueto con Ricky Martin)
- "Wake up call"
- "Life is a river"
- "At the rainbows end"
- "Regrets (I have none)"